# Parka Posht-e Yavarzadeh
Parka Posht-e Yavarzadeh (em persa: پرکاپشت ياورزاده, também romanizada como Parkā Posht-e Yāvarzādeh; também conhecida como Parkabusht e Parkāposht) é uma aldeia do distrito rural de Kurka, situada no distrito central de Astaneh-ye Ashrafiyeh, na província de Gilan, no Irã. Segundo o censo de 2006, sua população era de 688, em 189 famílias.